# Diocèse de Dunedin

La cathédrale Saint Joseph, œuvre de Francis Petre, est le siège du diocèse de Dunedin.

Le diocèse de Dunedin est un territoire ecclésiastique de l'Église catholique de Nouvelle-Zélande dont le siège est à la cathédrale Saint-Joseph de Dunedin. Ce diocèse a été érigé le 26 novembre 1869 par détachement de celui de Wellington avant l'élévation de celui-ci au rang d'archidiocèse (1887).

## Liste des évêques
- 3 décembre 1869 - † 4 juin 1895 : Patrick Moran
- 24 janvier 1896 - † 22 novembre 1918 : Michaël Verdon
- 22 novembre 1918 -22 avril 1920 : siège vacant
- 22 avril 1920 - † 26 décembre 1957 : James Whyte
- 26 décembre 1957 - † 10 juillet 1985 : John Patrick Kavanagh
- 10 juillet 1985 - 24 mai 2004 : Leonard Anthony Boyle
- 29 avril 2004 - 22 février 2018 : Colin David Campbell
- depuis le 22 février 2018 : Michael Joseph Dooley

## Statistiques
- Le diocèse comptait en 1980 un effectif de 42.416 baptisés pour 297.763 habitants (14,2%), servis par 89 prêtres (69 séculiers et 20 réguliers), 54 religieux et 235 religieuses dans 39 paroisses.
- En 2016, l'érosion des effectifs se poursuit avec 34.241 baptisés pour 307.759 habitants (11,1%), servis par 31 prêtres (27 séculiers et 4 réguliers), 5 religieux et 62 religieuses dans 37 paroisses. La chute des vocations religieuses est importante pour les deux sexes.

## Sources
- (en) Diocese of Dunedin, L'Annuaire Pontifical, catholic-hierarchy.org